# 高校野球大会一覧
高校野球大会一覧（こうこうやきゅうたいかいいちらん）は、全国各地で開催されている大会一覧。

## 地方大会

### 秋季地区高等学校野球大会
| ブロック | 地方   | 大会名                                    |
| -------- | ------ | ----------------------------------------- |
| 北海道   | 北海道 | 秋季北海道高等学校野球大会 (北海道勢)     |
| 東北     | 青森   | 秋季東北地区高等学校野球大会 (青森県勢)   |
| 東北     | 岩手   | 秋季東北地区高等学校野球大会 (岩手県勢)   |
| 東北     | 秋田   | 秋季東北地区高等学校野球大会 (秋田県勢)   |
| 東北     | 山形   | 秋季東北地区高等学校野球大会 (山形県勢)   |
| 東北     | 宮城   | 秋季東北地区高等学校野球大会 (宮城県勢)   |
| 東北     | 福島   | 秋季東北地区高等学校野球大会 (福島県勢)   |
| 関東     | 茨城   | 秋季関東地区高等学校野球大会 (茨城県勢)   |
| 関東     | 栃木   | 秋季関東地区高等学校野球大会 (栃木県勢)   |
| 関東     | 群馬   | 秋季関東地区高等学校野球大会 (群馬県勢)   |
| 関東     | 埼玉   | 秋季関東地区高等学校野球大会 (埼玉県勢)   |
| 関東     | 千葉   | 秋季関東地区高等学校野球大会 (千葉県勢)   |
| 関東     | 神奈川 | 秋季関東地区高等学校野球大会 (神奈川県勢) |
| 関東     | 山梨   | 秋季関東地区高等学校野球大会 (山梨県勢)   |
| 東京     | 東京   | 秋季東京都高等学校野球大会 (東京都勢)     |
| 東海     | 静岡   | 秋季東海地区高等学校野球大会 (静岡県勢)   |
| 東海     | 愛知   | 秋季東海地区高等学校野球大会 (愛知県勢)   |
| 東海     | 岐阜   | 秋季東海地区高等学校野球大会 (岐阜県勢)   |
| 東海     | 三重   | 秋季東海地区高等学校野球大会 (三重県勢)   |
| 北信越   | 新潟   | 秋季北信越地区高等学校野球大会 (新潟県勢) |
| 北信越   | 長野   | 秋季北信越地区高等学校野球大会 (長野県勢) |
| 北信越   | 富山   | 秋季北信越地区高等学校野球大会 (富山県勢) |
| 北信越   | 石川   | 秋季北信越地区高等学校野球大会 (石川県勢) |
| 北信越   | 福井   | 秋季北信越地区高等学校野球大会 (福井県勢) |
| 近畿     | 滋賀   | 秋季近畿地区高等学校野球大会 (滋賀県勢)   |
| 近畿     | 京都   | 秋季近畿地区高等学校野球大会 (京都県勢)   |
| 近畿     | 大阪   | 秋季近畿地区高等学校野球大会 (大阪府勢)   |
| 近畿     | 兵庫   | 秋季近畿地区高等学校野球大会 (兵庫県勢)   |
| 近畿     | 奈良   | 秋季近畿地区高等学校野球大会 (奈良県勢)   |
| 近畿     | 和歌山 | 秋季近畿地区高等学校野球大会 (和歌山県勢) |
| 中国     | 岡山   | 秋季中国地区高等学校野球大会 (岡山県勢)   |
| 中国     | 広島   | 秋季中国地区高等学校野球大会 (広島県勢)   |
| 中国     | 鳥取   | 秋季中国地区高等学校野球大会 (鳥取県勢)   |
| 中国     | 島根   | 秋季中国地区高等学校野球大会 (島根県勢)   |
| 中国     | 山口   | 秋季中国地区高等学校野球大会 (山口県勢)   |
| 四国     | 香川   | 秋季四国地区高等学校野球大会 (香川県勢)   |
| 四国     | 徳島   | 秋季四国地区高等学校野球大会 (徳島県勢)   |
| 四国     | 愛媛   | 秋季四国地区高等学校野球大会 (愛媛県勢)   |
| 四国     | 高知   | 秋季四国地区高等学校野球大会 (高知県勢)   |
| 九州     | 福岡   | 秋季九州地区高等学校野球大会 (福岡県勢)   |
| 九州     | 佐賀   | 秋季九州地区高等学校野球大会 (佐賀県勢)   |
| 九州     | 長崎   | 秋季九州地区高等学校野球大会 (長崎県勢)   |
| 九州     | 熊本   | 秋季九州地区高等学校野球大会 (熊本県勢)   |
| 九州     | 大分   | 秋季九州地区高等学校野球大会 (大分県勢)   |
| 九州     | 宮崎   | 秋季九州地区高等学校野球大会 (宮崎県勢)   |
| 九州     | 鹿児島 | 秋季九州地区高等学校野球大会 (鹿児島県勢) |
| 九州     | 沖縄   | 秋季九州地区高等学校野球大会 (沖縄県勢)   |

### 春季地区高等学校野球大会
| ブロック | 地方   | 大会名                                    |
| -------- | ------ | ----------------------------------------- |
| 北海道   | 北海道 | 春季北海道高等学校野球大会 (北海道勢)     |
| 東北     | 青森   | 春季東北地区高等学校野球大会 (青森県勢)   |
| 東北     | 岩手   | 春季東北地区高等学校野球大会 (岩手県勢)   |
| 東北     | 秋田   | 春季東北地区高等学校野球大会 (秋田県勢)   |
| 東北     | 山形   | 春季東北地区高等学校野球大会 (山形県勢)   |
| 東北     | 宮城   | 春季東北地区高等学校野球大会 (宮城県勢)   |
| 東北     | 福島   | 春季東北地区高等学校野球大会 (福島県勢)   |
| 関東     | 茨城   | 春季関東地区高等学校野球大会 (茨城県勢)   |
| 関東     | 栃木   | 春季関東地区高等学校野球大会 (栃木県勢)   |
| 関東     | 群馬   | 春季関東地区高等学校野球大会 (群馬県勢)   |
| 関東     | 埼玉   | 春季関東地区高等学校野球大会 (埼玉県勢)   |
| 関東     | 千葉   | 春季関東地区高等学校野球大会 (千葉県勢)   |
| 関東     | 神奈川 | 春季関東地区高等学校野球大会 (神奈川県勢) |
| 関東     | 山梨   | 春季関東地区高等学校野球大会 (山梨県勢)   |
| 東京     | 東京   | 春季東京都高等学校野球大会 (東京都勢)     |
| 東海     | 静岡   | 春季東海地区高等学校野球大会 (静岡県勢)   |
| 東海     | 愛知   | 春季東海地区高等学校野球大会 (愛知県勢)   |
| 東海     | 岐阜   | 春季東海地区高等学校野球大会 (岐阜県勢)   |
| 東海     | 三重   | 春季東海地区高等学校野球大会 (三重県勢)   |
| 北信越   | 新潟   | 春季北信越地区高等学校野球大会 (新潟県勢) |
| 北信越   | 長野   | 春季北信越地区高等学校野球大会 (長野県勢) |
| 北信越   | 富山   | 春季北信越地区高等学校野球大会 (富山県勢) |
| 北信越   | 石川   | 春季北信越地区高等学校野球大会 (石川県勢) |
| 北信越   | 福井   | 春季北信越地区高等学校野球大会 (福井県勢) |
| 近畿     | 滋賀   | 春季近畿地区高等学校野球大会 (滋賀県勢)   |
| 近畿     | 京都   | 春季近畿地区高等学校野球大会 (京都県勢)   |
| 近畿     | 大阪   | 春季近畿地区高等学校野球大会 (大阪府勢)   |
| 近畿     | 兵庫   | 春季近畿地区高等学校野球大会 (兵庫県勢)   |
| 近畿     | 奈良   | 春季近畿地区高等学校野球大会 (奈良県勢)   |
| 近畿     | 和歌山 | 春季近畿地区高等学校野球大会 (和歌山県勢) |
| 中国     | 岡山   | 春季中国地区高等学校野球大会 (岡山県勢)   |
| 中国     | 広島   | 春季中国地区高等学校野球大会 (広島県勢)   |
| 中国     | 鳥取   | 春季中国地区高等学校野球大会 (鳥取県勢)   |
| 中国     | 島根   | 春季中国地区高等学校野球大会 (島根県勢)   |
| 中国     | 山口   | 春季中国地区高等学校野球大会 (山口県勢)   |
| 四国     | 香川   | 春季四国地区高等学校野球大会 (香川県勢)   |
| 四国     | 徳島   | 春季四国地区高等学校野球大会 (徳島県勢)   |
| 四国     | 愛媛   | 春季四国地区高等学校野球大会 (愛媛県勢)   |
| 四国     | 高知   | 春季四国地区高等学校野球大会 (高知県勢)   |
| 九州     | 福岡   | 春季九州地区高等学校野球大会 (福岡県勢)   |
| 九州     | 佐賀   | 春季九州地区高等学校野球大会 (佐賀県勢)   |
| 九州     | 長崎   | 春季九州地区高等学校野球大会 (長崎県勢)   |
| 九州     | 熊本   | 春季九州地区高等学校野球大会 (熊本県勢)   |
| 九州     | 大分   | 春季九州地区高等学校野球大会 (大分県勢)   |
| 九州     | 宮崎   | 春季九州地区高等学校野球大会 (宮崎県勢)   |
| 九州     | 鹿児島 | 春季九州地区高等学校野球大会 (鹿児島県勢) |
| 九州     | 沖縄   | 春季九州地区高等学校野球大会 (沖縄県勢)   |

### 全国高等学校野球選手権地区大会
| ブロック | 地方   | 大会名                                                                                      |
| -------- | ------ | ------------------------------------------------------------------------------------------- |
| 北海道   | 北海道 | 全国高等学校野球選手権北北海道大会 (北海道勢) 全国高等学校野球選手権南北海道大会 (北海道勢) |
| 東北     | 青森   | 全国高等学校野球選手権青森大会 (青森県勢)                                                   |
| 東北     | 岩手   | 全国高等学校野球選手権岩手大会 (岩手県勢)                                                   |
| 東北     | 秋田   | 全国高等学校野球選手権秋田大会 (秋田県勢)                                                   |
| 東北     | 山形   | 全国高等学校野球選手権山形大会 (山形県勢)                                                   |
| 東北     | 宮城   | 全国高等学校野球選手権宮城大会 (宮城県勢)                                                   |
| 東北     | 福島   | 全国高等学校野球選手権福島大会 (福島県勢)                                                   |
| 関東     | 茨城   | 全国高等学校野球選手権茨城大会 (茨城県勢)                                                   |
| 関東     | 栃木   | 全国高等学校野球選手権栃木大会 (栃木県勢)                                                   |
| 関東     | 群馬   | 全国高等学校野球選手権群馬大会 (群馬県勢)                                                   |
| 関東     | 埼玉   | 全国高等学校野球選手権埼玉大会 (埼玉県勢)                                                   |
| 関東     | 千葉   | 全国高等学校野球選手権千葉大会 (千葉県勢)                                                   |
| 関東     | 神奈川 | 全国高等学校野球選手権神奈川大会 (神奈川県勢)                                               |
| 関東     | 山梨   | 全国高等学校野球選手権山梨大会 (山梨県勢)                                                   |
| 東京     | 東京   | 全国高等学校野球選手権東東京大会 (東京都勢) 全国高等学校野球選手権西東京大会 (東京都勢)     |
| 東海     | 静岡   | 全国高等学校野球選手権静岡大会 (静岡県勢)                                                   |
| 東海     | 愛知   | 全国高等学校野球選手権愛知大会 (愛知県勢)                                                   |
| 東海     | 岐阜   | 全国高等学校野球選手権岐阜大会 (岐阜県勢)                                                   |
| 東海     | 三重   | 全国高等学校野球選手権三重大会 (三重県勢)                                                   |
| 北信越   | 新潟   | 全国高等学校野球選手権新潟大会 (新潟県勢)                                                   |
| 北信越   | 長野   | 全国高等学校野球選手権長野大会 (長野県勢)                                                   |
| 北信越   | 富山   | 全国高等学校野球選手権富山大会 (富山県勢)                                                   |
| 北信越   | 石川   | 全国高等学校野球選手権石川大会 (石川県勢)                                                   |
| 北信越   | 福井   | 全国高等学校野球選手権福井大会 (福井県勢)                                                   |
| 近畿     | 滋賀   | 全国高等学校野球選手権滋賀大会 (滋賀県勢)                                                   |
| 近畿     | 京都   | 全国高等学校野球選手権京都大会 (京都府勢)                                                   |
| 近畿     | 大阪   | 全国高等学校野球選手権大阪大会 (大阪府勢)                                                   |
| 近畿     | 兵庫   | 全国高等学校野球選手権兵庫大会 (兵庫県勢)                                                   |
| 近畿     | 奈良   | 全国高等学校野球選手権奈良大会 (奈良県勢)                                                   |
| 近畿     | 和歌山 | 全国高等学校野球選手権和歌山大会 (和歌山県勢)                                               |
| 中国     | 岡山   | 全国高等学校野球選手権岡山大会 (岡山県勢)                                                   |
| 中国     | 広島   | 全国高等学校野球選手権広島大会 (広島県勢)                                                   |
| 中国     | 鳥取   | 全国高等学校野球選手権鳥取大会 (鳥取県勢)                                                   |
| 中国     | 島根   | 全国高等学校野球選手権島根大会 (島根県勢)                                                   |
| 中国     | 山口   | 全国高等学校野球選手権山口大会 (山口県勢)                                                   |
| 四国     | 香川   | 全国高等学校野球選手権香川大会 (香川県勢)                                                   |
| 四国     | 徳島   | 全国高等学校野球選手権徳島大会 (徳島県勢)                                                   |
| 四国     | 愛媛   | 全国高等学校野球選手権愛媛大会 (愛媛県勢)                                                   |
| 四国     | 高知   | 全国高等学校野球選手権高知大会 (高知県勢)                                                   |
| 九州     | 福岡   | 全国高等学校野球選手権福岡大会 (福岡県勢)                                                   |
| 九州     | 佐賀   | 全国高等学校野球選手権佐賀大会 (佐賀県勢)                                                   |
| 九州     | 長崎   | 全国高等学校野球選手権長崎大会 (長崎県勢)                                                   |
| 九州     | 熊本   | 全国高等学校野球選手権熊本大会 (熊本県勢)                                                   |
| 九州     | 大分   | 全国高等学校野球選手権大分大会 (大分県勢)                                                   |
| 九州     | 宮崎   | 全国高等学校野球選手権宮崎大会 (宮崎県勢)                                                   |
| 九州     | 鹿児島 | 全国高等学校野球選手権鹿児島大会 (鹿児島県勢)                                               |
| 九州     | 沖縄   | 全国高等学校野球選手権沖縄大会 (沖縄県勢)                                                   |

## 全国大会

### 明治神宮野球大会
| ブロック | 地方   | 大会名                                 |
| -------- | ------ | -------------------------------------- |
| 北海道   | 北海道 | 明治神宮野球大会 高校の部 (北海道勢)   |
| 東北     | 青森   | 明治神宮野球大会 高校の部 (青森県勢)   |
| 東北     | 岩手   | 明治神宮野球大会 高校の部 (岩手県勢)   |
| 東北     | 秋田   | 明治神宮野球大会 高校の部 (秋田県勢)   |
| 東北     | 山形   | 明治神宮野球大会 高校の部 (山形県勢)   |
| 東北     | 宮城   | 明治神宮野球大会 高校の部 (宮城県勢)   |
| 東北     | 福島   | 明治神宮野球大会 高校の部 (福島県勢)   |
| 関東     | 茨城   | 明治神宮野球大会 高校の部 (茨城県勢)   |
| 関東     | 栃木   | 明治神宮野球大会 高校の部 (栃木県勢)   |
| 関東     | 群馬   | 明治神宮野球大会 高校の部 (群馬県勢)   |
| 関東     | 埼玉   | 明治神宮野球大会 高校の部 (埼玉県勢)   |
| 関東     | 千葉   | 明治神宮野球大会 高校の部 (千葉県勢)   |
| 関東     | 神奈川 | 明治神宮野球大会 高校の部 (神奈川県勢) |
| 関東     | 山梨   | 明治神宮野球大会 高校の部 (山梨県勢)   |
| 東京     | 東京   | 明治神宮野球大会 高校の部 (東京都勢)   |
| 東海     | 静岡   | 明治神宮野球大会 高校の部 (静岡県勢)   |
| 東海     | 愛知   | 明治神宮野球大会 高校の部 (愛知県勢)   |
| 東海     | 岐阜   | 明治神宮野球大会 高校の部 (岐阜県勢)   |
| 東海     | 三重   | 明治神宮野球大会 高校の部 (三重県勢)   |
| 北信越   | 新潟   | 明治神宮野球大会 高校の部 (新潟県勢)   |
| 北信越   | 長野   | 明治神宮野球大会 高校の部 (長野県勢)   |
| 北信越   | 富山   | 明治神宮野球大会 高校の部 (富山県勢)   |
| 北信越   | 石川   | 明治神宮野球大会 高校の部 (石川県勢)   |
| 北信越   | 福井   | 明治神宮野球大会 高校の部 (福井県勢)   |
| 近畿     | 滋賀   | 明治神宮野球大会 高校の部 (滋賀県勢)   |
| 近畿     | 京都   | 明治神宮野球大会 高校の部 (京都府勢)   |
| 近畿     | 大阪   | 明治神宮野球大会 高校の部 (大阪府勢)   |
| 近畿     | 兵庫   | 明治神宮野球大会 高校の部 (兵庫県勢)   |
| 近畿     | 奈良   | 明治神宮野球大会 高校の部 (奈良県勢)   |
| 近畿     | 和歌山 | 明治神宮野球大会 高校の部 (和歌山県勢) |
| 中国     | 岡山   | 明治神宮野球大会 高校の部 (岡山県勢)   |
| 中国     | 広島   | 明治神宮野球大会 高校の部 (広島県勢)   |
| 中国     | 鳥取   | 明治神宮野球大会 高校の部 (鳥取県勢)   |
| 中国     | 島根   | 明治神宮野球大会 高校の部 (島根県勢)   |
| 中国     | 山口   | 明治神宮野球大会 高校の部 (山口県勢)   |
| 四国     | 香川   | 明治神宮野球大会 高校の部 (香川県勢)   |
| 四国     | 徳島   | 明治神宮野球大会 高校の部 (徳島県勢)   |
| 四国     | 愛媛   | 明治神宮野球大会 高校の部 (愛媛県勢)   |
| 四国     | 高知   | 明治神宮野球大会 高校の部 (高知県勢)   |
| 九州     | 福岡   | 明治神宮野球大会 高校の部 (福岡県勢)   |
| 九州     | 佐賀   | 明治神宮野球大会 高校の部 (佐賀県勢)   |
| 九州     | 長崎   | 明治神宮野球大会 高校の部 (長崎県勢)   |
| 九州     | 熊本   | 明治神宮野球大会 高校の部 (熊本県勢)   |
| 九州     | 大分   | 明治神宮野球大会 高校の部 (大分県勢)   |
| 九州     | 宮崎   | 明治神宮野球大会 高校の部 (宮崎県勢)   |
| 九州     | 鹿児島 | 明治神宮野球大会 高校の部 (鹿児島県勢) |
| 九州     | 沖縄   | 明治神宮野球大会 高校の部 (沖縄県勢)   |

### 選抜高等学校野球大会
| ブロック | 地方   | 大会名                            |
| -------- | ------ | --------------------------------- |
| 北海道   | 北海道 | 選抜高等学校野球大会 (北海道勢)   |
| 東北     | 青森   | 選抜高等学校野球大会 (青森県勢)   |
| 東北     | 岩手   | 選抜高等学校野球大会 (岩手県勢)   |
| 東北     | 秋田   | 選抜高等学校野球大会 (秋田県勢)   |
| 東北     | 山形   | 選抜高等学校野球大会 (山形県勢)   |
| 東北     | 宮城   | 選抜高等学校野球大会 (宮城県勢)   |
| 東北     | 福島   | 選抜高等学校野球大会 (福島県勢)   |
| 関東     | 茨城   | 選抜高等学校野球大会 (茨城県勢)   |
| 関東     | 栃木   | 選抜高等学校野球大会 (栃木県勢)   |
| 関東     | 群馬   | 選抜高等学校野球大会 (群馬県勢)   |
| 関東     | 埼玉   | 選抜高等学校野球大会 (埼玉県勢)   |
| 関東     | 千葉   | 選抜高等学校野球大会 (千葉県勢)   |
| 関東     | 神奈川 | 選抜高等学校野球大会 (神奈川県勢) |
| 関東     | 山梨   | 選抜高等学校野球大会 (山梨県勢)   |
| 東京     | 東京   | 選抜高等学校野球大会 (東京都勢)   |
| 東海     | 静岡   | 選抜高等学校野球大会 (静岡県勢)   |
| 東海     | 愛知   | 選抜高等学校野球大会 (愛知県勢)   |
| 東海     | 岐阜   | 選抜高等学校野球大会 (岐阜県勢)   |
| 東海     | 三重   | 選抜高等学校野球大会 (三重県勢)   |
| 北信越   | 新潟   | 選抜高等学校野球大会 (新潟県勢)   |
| 北信越   | 長野   | 選抜高等学校野球大会 (長野県勢)   |
| 北信越   | 富山   | 選抜高等学校野球大会 (富山県勢)   |
| 北信越   | 石川   | 選抜高等学校野球大会 (石川県勢)   |
| 北信越   | 福井   | 選抜高等学校野球大会 (福井県勢)   |
| 近畿     | 滋賀   | 選抜高等学校野球大会 (滋賀県勢)   |
| 近畿     | 京都   | 選抜高等学校野球大会 (京都府勢)   |
| 近畿     | 大阪   | 選抜高等学校野球大会 (大阪府勢)   |
| 近畿     | 兵庫   | 選抜高等学校野球大会 (兵庫県勢)   |
| 近畿     | 奈良   | 選抜高等学校野球大会 (奈良県勢)   |
| 近畿     | 和歌山 | 選抜高等学校野球大会 (和歌山県勢) |
| 中国     | 岡山   | 選抜高等学校野球大会 (岡山県勢)   |
| 中国     | 広島   | 選抜高等学校野球大会 (広島県勢)   |
| 中国     | 鳥取   | 選抜高等学校野球大会 (鳥取県勢)   |
| 中国     | 島根   | 選抜高等学校野球大会 (島根県勢)   |
| 中国     | 山口   | 選抜高等学校野球大会 (山口県勢)   |
| 四国     | 香川   | 選抜高等学校野球大会 (香川県勢)   |
| 四国     | 徳島   | 選抜高等学校野球大会 (徳島県勢)   |
| 四国     | 愛媛   | 選抜高等学校野球大会 (愛媛県勢)   |
| 四国     | 高知   | 選抜高等学校野球大会 (高知県勢)   |
| 九州     | 福岡   | 選抜高等学校野球大会 (福岡県勢)   |
| 九州     | 佐賀   | 選抜高等学校野球大会 (佐賀県勢)   |
| 九州     | 長崎   | 選抜高等学校野球大会 (長崎県勢)   |
| 九州     | 熊本   | 選抜高等学校野球大会 (熊本県勢)   |
| 九州     | 大分   | 選抜高等学校野球大会 (大分県勢)   |
| 九州     | 宮崎   | 選抜高等学校野球大会 (宮崎県勢)   |
| 九州     | 鹿児島 | 選抜高等学校野球大会 (鹿児島県勢) |
| 九州     | 沖縄   | 選抜高等学校野球大会 (沖縄県勢)   |

### 全国高等学校野球選手権大会
| ブロック | 地方   | 大会名                                  |
| -------- | ------ | --------------------------------------- |
| 北海道   | 北海道 | 全国高等学校野球選手権大会 (北海道勢)   |
| 東北     | 青森   | 全国高等学校野球選手権大会 (青森県勢)   |
| 東北     | 岩手   | 全国高等学校野球選手権大会 (岩手県勢)   |
| 東北     | 秋田   | 全国高等学校野球選手権大会 (秋田県勢)   |
| 東北     | 山形   | 全国高等学校野球選手権大会 (山形県勢)   |
| 東北     | 宮城   | 全国高等学校野球選手権大会 (宮城県勢)   |
| 東北     | 福島   | 全国高等学校野球選手権大会 (福島県勢)   |
| 関東     | 茨城   | 全国高等学校野球選手権大会 (茨城県勢)   |
| 関東     | 栃木   | 全国高等学校野球選手権大会 (栃木県勢)   |
| 関東     | 群馬   | 全国高等学校野球選手権大会 (群馬県勢)   |
| 関東     | 埼玉   | 全国高等学校野球選手権大会 (埼玉県勢)   |
| 関東     | 千葉   | 全国高等学校野球選手権大会 (千葉県勢)   |
| 関東     | 神奈川 | 全国高等学校野球選手権大会 (神奈川県勢) |
| 関東     | 山梨   | 全国高等学校野球選手権大会 (山梨県勢)   |
| 東京     | 東京   | 全国高等学校野球選手権大会 (東京都勢)   |
| 東海     | 静岡   | 全国高等学校野球選手権大会 (静岡県勢)   |
| 東海     | 愛知   | 全国高等学校野球選手権大会 (愛知県勢)   |
| 東海     | 岐阜   | 全国高等学校野球選手権大会 (岐阜県勢)   |
| 東海     | 三重   | 全国高等学校野球選手権大会 (三重県勢)   |
| 北信越   | 新潟   | 全国高等学校野球選手権大会 (新潟県勢)   |
| 北信越   | 長野   | 全国高等学校野球選手権大会 (長野県勢)   |
| 北信越   | 富山   | 全国高等学校野球選手権大会 (富山県勢)   |
| 北信越   | 石川   | 全国高等学校野球選手権大会 (石川県勢)   |
| 北信越   | 福井   | 全国高等学校野球選手権大会 (福井県勢)   |
| 近畿     | 滋賀   | 全国高等学校野球選手権大会 (滋賀県勢)   |
| 近畿     | 京都   | 全国高等学校野球選手権大会 (京都府勢)   |
| 近畿     | 大阪   | 全国高等学校野球選手権大会 (大阪府勢)   |
| 近畿     | 兵庫   | 全国高等学校野球選手権大会 (兵庫県勢)   |
| 近畿     | 奈良   | 全国高等学校野球選手権大会 (奈良県勢)   |
| 近畿     | 和歌山 | 全国高等学校野球選手権大会 (和歌山県勢) |
| 中国     | 岡山   | 全国高等学校野球選手権大会 (岡山県勢)   |
| 中国     | 広島   | 全国高等学校野球選手権大会 (広島県勢)   |
| 中国     | 鳥取   | 全国高等学校野球選手権大会 (鳥取県勢)   |
| 中国     | 島根   | 全国高等学校野球選手権大会 (島根県勢)   |
| 中国     | 山口   | 全国高等学校野球選手権大会 (山口県勢)   |
| 四国     | 香川   | 全国高等学校野球選手権大会 (香川県勢)   |
| 四国     | 徳島   | 全国高等学校野球選手権大会 (徳島県勢)   |
| 四国     | 愛媛   | 全国高等学校野球選手権大会 (愛媛県勢)   |
| 四国     | 高知   | 全国高等学校野球選手権大会 (高知県勢)   |
| 九州     | 福岡   | 全国高等学校野球選手権大会 (福岡県勢)   |
| 九州     | 佐賀   | 全国高等学校野球選手権大会 (佐賀県勢)   |
| 九州     | 長崎   | 全国高等学校野球選手権大会 (長崎県勢)   |
| 九州     | 熊本   | 全国高等学校野球選手権大会 (熊本県勢)   |
| 九州     | 大分   | 全国高等学校野球選手権大会 (大分県勢)   |
| 九州     | 宮崎   | 全国高等学校野球選手権大会 (宮崎県勢)   |
| 九州     | 鹿児島 | 全国高等学校野球選手権大会 (鹿児島県勢) |
| 九州     | 沖縄   | 全国高等学校野球選手権大会 (沖縄県勢)   |

## 招待試合

### 国民スポーツ大会高等学校野球競技
| ブロック | 地方   | 大会名                                    |
| -------- | ------ | ----------------------------------------- |
| 北海道   | 北海道 | 国民体育大会高等学校野球競技 (北海道勢)   |
| 東北     | 青森   | 国民体育大会高等学校野球競技 (青森県勢)   |
| 東北     | 岩手   | 国民体育大会高等学校野球競技 (岩手県勢)   |
| 東北     | 秋田   | 国民体育大会高等学校野球競技 (秋田県勢)   |
| 東北     | 山形   | 国民体育大会高等学校野球競技 (山形県勢)   |
| 東北     | 宮城   | 国民体育大会高等学校野球競技 (宮城県勢)   |
| 東北     | 福島   | 国民体育大会高等学校野球競技 (福島県勢)   |
| 関東     | 茨城   | 国民体育大会高等学校野球競技 (茨城県勢)   |
| 関東     | 栃木   | 国民体育大会高等学校野球競技 (栃木県勢)   |
| 関東     | 群馬   | 国民体育大会高等学校野球競技 (群馬県勢)   |
| 関東     | 埼玉   | 国民体育大会高等学校野球競技 (埼玉県勢)   |
| 関東     | 千葉   | 国民体育大会高等学校野球競技 (千葉県勢)   |
| 関東     | 神奈川 | 国民体育大会高等学校野球競技 (神奈川県勢) |
| 関東     | 山梨   | 国民体育大会高等学校野球競技 (山梨県勢)   |
| 東京     | 東京   | 国民体育大会高等学校野球競技 (東京都勢)   |
| 東海     | 静岡   | 国民体育大会高等学校野球競技 (静岡県勢)   |
| 東海     | 愛知   | 国民体育大会高等学校野球競技 (愛知県勢)   |
| 東海     | 岐阜   | 国民体育大会高等学校野球競技 (岐阜県勢)   |
| 東海     | 三重   | 国民体育大会高等学校野球競技 (三重県勢)   |
| 北信越   | 新潟   | 国民体育大会高等学校野球競技 (新潟県勢)   |
| 北信越   | 長野   | 国民体育大会高等学校野球競技 (長野県勢)   |
| 北信越   | 富山   | 国民体育大会高等学校野球競技 (富山県勢)   |
| 北信越   | 石川   | 国民体育大会高等学校野球競技 (石川県勢)   |
| 北信越   | 福井   | 国民体育大会高等学校野球競技 (福井県勢)   |
| 近畿     | 滋賀   | 国民体育大会高等学校野球競技 (滋賀県勢)   |
| 近畿     | 京都   | 国民体育大会高等学校野球競技 (京都府勢)   |
| 近畿     | 大阪   | 国民体育大会高等学校野球競技 (大阪府勢)   |
| 近畿     | 兵庫   | 国民体育大会高等学校野球競技 (兵庫県勢)   |
| 近畿     | 奈良   | 国民体育大会高等学校野球競技 (奈良県勢)   |
| 近畿     | 和歌山 | 国民体育大会高等学校野球競技 (和歌山県勢) |
| 中国     | 岡山   | 国民体育大会高等学校野球競技 (岡山県勢)   |
| 中国     | 広島   | 国民体育大会高等学校野球競技 (広島県勢)   |
| 中国     | 鳥取   | 国民体育大会高等学校野球競技 (鳥取県勢)   |
| 中国     | 島根   | 国民体育大会高等学校野球競技 (島根県勢)   |
| 中国     | 山口   | 国民体育大会高等学校野球競技 (山口県勢)   |
| 四国     | 香川   | 国民体育大会高等学校野球競技 (香川県勢)   |
| 四国     | 徳島   | 国民体育大会高等学校野球競技 (徳島県勢)   |
| 四国     | 愛媛   | 国民体育大会高等学校野球競技 (愛媛県勢)   |
| 四国     | 高知   | 国民体育大会高等学校野球競技 (高知県勢)   |
| 九州     | 福岡   | 国民体育大会高等学校野球競技 (福岡県勢)   |
| 九州     | 佐賀   | 国民体育大会高等学校野球競技 (佐賀県勢)   |
| 九州     | 長崎   | 国民体育大会高等学校野球競技 (長崎県勢)   |
| 九州     | 熊本   | 国民体育大会高等学校野球競技 (熊本県勢)   |
| 九州     | 大分   | 国民体育大会高等学校野球競技 (大分県勢)   |
| 九州     | 宮崎   | 国民体育大会高等学校野球競技 (宮崎県勢)   |
| 九州     | 鹿児島 | 国民体育大会高等学校野球競技 (鹿児島県勢) |
| 九州     | 沖縄   | 国民体育大会高等学校野球競技 (沖縄県勢)   |